# Questa notte mi ha aperto gli occhi
(Morrissey, This night has opened my eyes)
Questa notte mi ha aperto gli occhi è il terzo romanzo dello scrittore britannico Jonathan Coe, pubblicato per la prima volta nel 1990. Ogni capitolo del romanzo si apre con una citazione dalle canzoni del cantante inglese Morrissey, quasi tutte tratte dai testi scritti durante la sua carriera con gli Smiths. Lo stesso titolo italiano è il titolo di una canzone degli Smiths: il titolo originale, invece, non contiene alcun riferimento al cantante o alla band.

## Trama
La storia è ambientata nella Londra dei primi anni '80. William, commesso di un negozio di dischi e tastierista  degli Alaska Factory, vive una vita di indecisioni: nella relazione con Madeline che stenta a partire; nella sua posizione all'interno del gruppo; nelle sue relazioni con gli altri e soprattutto con se stesso.
In una sera qualunque, William sarà suo malgrado testimone di un omicidio. L'evento e la caccia agli assassini che ne conseguirà, gli darà la possibilità di ripensare alla propria vita e di aprire finalmente gli occhi.

## Curiosità
- All'inizio del secondo capitolo il protagonista cita "O mio bambino caro" di Puccini. In realtà l'aria, dell'opera Gianni Schicchi, si chiama "O mio babbino caro".

## Edizioni
- Jonathan Coe, Questa notte mi ha aperto gli occhi, collana I Polillini, Polillo, 2001, ISBN 88-8154-113-0.